# هودیشکوو
هودیشکوو (به چکی: Hodíškov) یک منطقهٔ مسکونی در جمهوری چک است که در ناحیه ژدار ناد سازاووو واقع شده‌است. هودیشکوو ۵٫۱۳ کیلومتر مربع مساحت و ۱۵۰ نفر جمعیت دارد و ۵۸۲ متر بالاتر از سطح دریا واقع شده‌است.